# Hans Schöchlin
Hans Schöchlin (6 marzo 1893 – 3 giugno 1978) è stato un canottiere svizzero, vincitore di una medaglia d'oro nel canottaggio ai Giochi olimpici di Amsterdam 1928, in coppia con il fratello Karl.

## Palmarès
| Anno | Manifestazione  | Sede      | Evento  | Risultato |
| ---- | --------------- | --------- | ------- | --------- |
| 1928 | Giochi olimpici | Amsterdam | Due con | Oro       |